# Chouafaa
Chouafaa är en ort i Marocko.   Den ligger i regionen Rabat-Salé-Kénitra, 110 km nordost om huvudstaden Rabat.